# Henny van de Ven
Henny van de Ven (Helmond, 22 mei 1954) is een Nederlands voormalig voetballer die hoofdzakelijk als rechter verdediger of middenvelder speelde.

## Loopbaan
Van de Ven begon bij Helmondia '55 en speelde tien jaar betaald voetbal bij Helmond Sport (van juli 1972 tot mei 1982). 
Van april 1978 tot november 1978 kwam hij op huurbasis uit voor de Washington Diplomats in de Verenigde Staten in de NASL, waar destijds ook Guus Hiddink actief was. Met Helmond Sport werd hij in 1982 kampioen in de Eerste divisie. Aansluitend ging hij voor SV Panningen spelen.
Na zijn periode als speler van Helmond Sport was Henny van de Ven actief als tennisleraar. Sinds 2006 is hij werkzaam als conciërge.